# Campionat de Catalunya d'atletisme - 5.000 metres llisos
Els 5.000 metres llisos és una prova del Campionat de Catalunya d'atletisme que es realitza des del 1916 en categoria masculina i des del 1972 en categoria femenina.
La primera edició de la prova fou vençuda per Josep Erra del Barcelona, mentre que les dues següents les guanyaren Diodor Pons i Rossend Calvet, corredors del Catalunya Atlètic Club. En categoria femenina la primera edició no es disputà fins a l'any 1972, guanyada per Maria Neus Recuero del Natació Barcelona, però en la distància de 3.000 metres. Aquesta fou la distància oficial per a les dones fins a l'any 1995, en que començà la prova sobre els 5.000 metres.
Fins a l'any 2023 els atletes amb més campionats guanyats són Gregorio Rojo, Josep Molins i Rosa Pérez, tots tres amb 6 títols, mentre que Judit Pla i Míriam Ortiz es proclamaren campiones en quatre ocasions.

## Historial

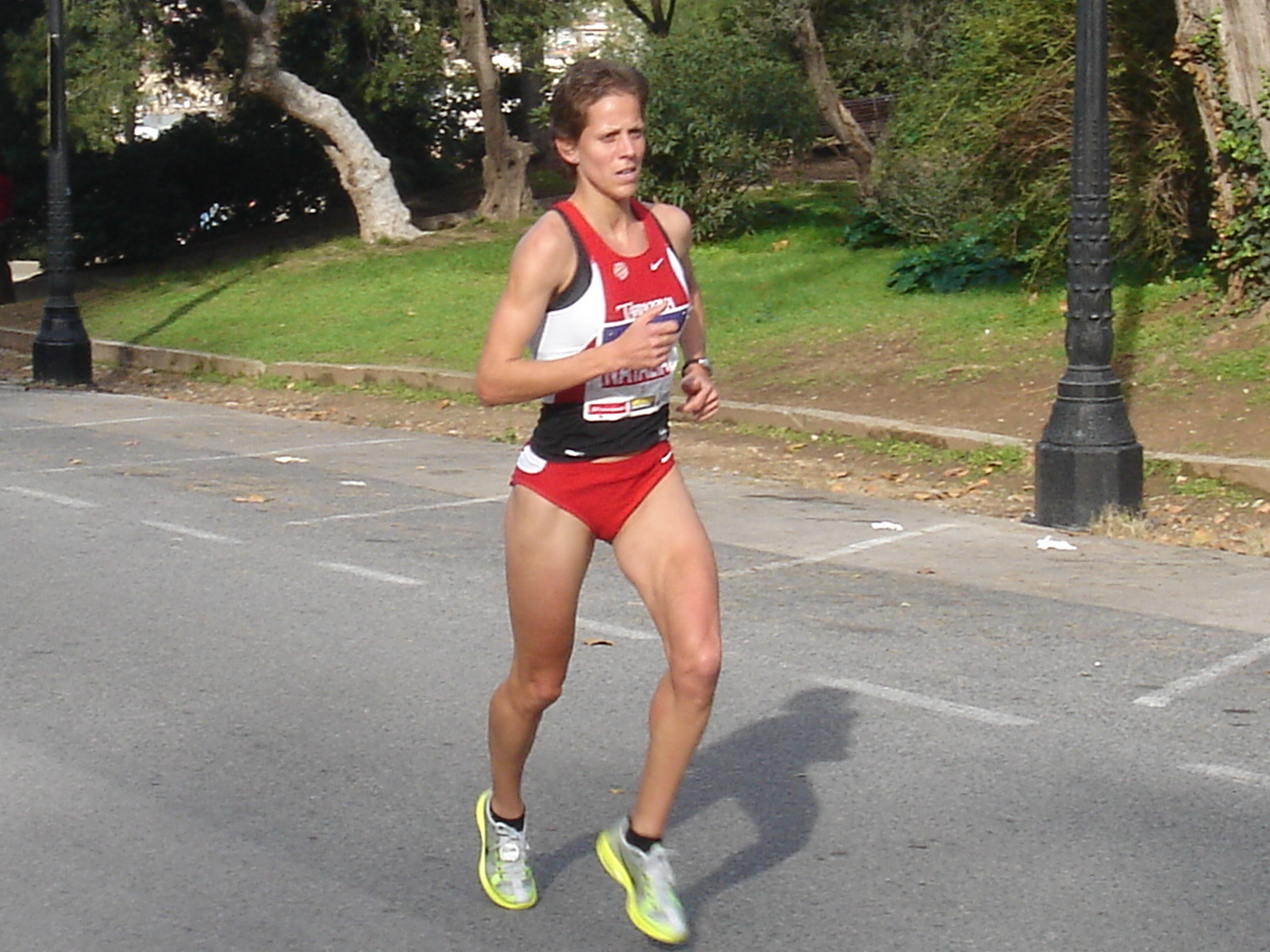
Natalia Rodríguez guanyà el campionat de Catalunya l'any 2011.

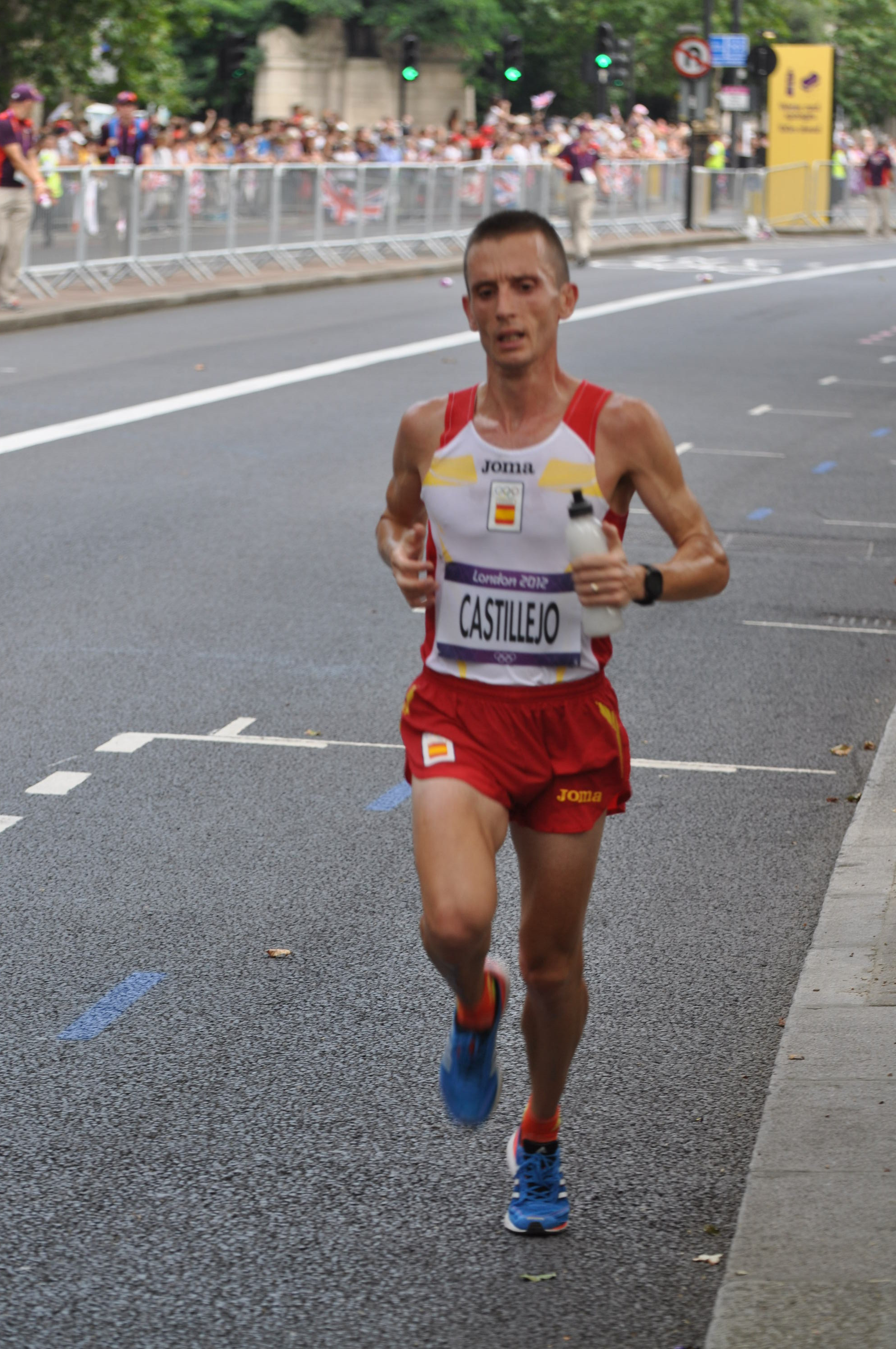
Carles Castillejo guanyà el campionat de Catalunya l'any 2007.

Llegenda
| Prova disputada sobre una distància de 3.000 metres llisos. |
| Prova disputada sobre una distància de 5.000 metres llisos. |

| Edició   | Data | Competició masculina                          | Competició masculina                          | Competició masculina                          | Competició femenina                   | Competició femenina                   | Competició femenina                   | refs.        |
| Edició   | Data | Campió                                        | Club                                          | Temps                                         | Campiona                              | Club                                  | Temps                                 | refs.        |
| -------- | ---- | --------------------------------------------- | --------------------------------------------- | --------------------------------------------- | ------------------------------------- | ------------------------------------- | ------------------------------------- | ------------ |
| I        | 1916 | Josep Erra                                    | FC Barcelona                                  | 16:45.0                                       | la categoria femenina començà el 1972 | la categoria femenina començà el 1972 | la categoria femenina començà el 1972 | [ 2 ] [ 4 ]  |
| II       | 1917 | Diodor Pons                                   | Catalunya AC                                  | 17:14.4                                       | la categoria femenina començà el 1972 | la categoria femenina començà el 1972 | la categoria femenina començà el 1972 | [ 2 ] [ 5 ]  |
| III      | 1918 | Rossend Calvet                                | Catalunya AC                                  | 17:12.6                                       | la categoria femenina començà el 1972 | la categoria femenina començà el 1972 | la categoria femenina començà el 1972 | [ 2 ] [ 6 ]  |
| IV       | 1919 | la prova no es va poder disputar per la pluja | la prova no es va poder disputar per la pluja | la prova no es va poder disputar per la pluja | la categoria femenina començà el 1972 | la categoria femenina començà el 1972 | la categoria femenina començà el 1972 | [ 2 ]        |
| V        | 1920 | Diodor Pons                                   | RCD Espanyol                                  | 17:20.0                                       | la categoria femenina començà el 1972 | la categoria femenina començà el 1972 | la categoria femenina començà el 1972 | [ 2 ] [ 7 ]  |
| -        | 1921 | no es disputà per la crisi federativa         | no es disputà per la crisi federativa         | no es disputà per la crisi federativa         | la categoria femenina començà el 1972 | la categoria femenina començà el 1972 | la categoria femenina començà el 1972 | [ 2 ]        |
| -        | 1922 | no es disputà per la crisi federativa         | no es disputà per la crisi federativa         | no es disputà per la crisi federativa         | la categoria femenina començà el 1972 | la categoria femenina començà el 1972 | la categoria femenina començà el 1972 | [ 2 ]        |
| VI       | 1923 | Miquel Palau                                  | FC Barcelona                                  | 16:22.2                                       | la categoria femenina començà el 1972 | la categoria femenina començà el 1972 | la categoria femenina començà el 1972 | [ 2 ] [ 8 ]  |
| VII      | 1924 | Miquel Palau                                  | FC Barcelona                                  | 16:20.6                                       | la categoria femenina començà el 1972 | la categoria femenina començà el 1972 | la categoria femenina començà el 1972 | [ 2 ] [ 9 ]  |
| VIII     | 1925 | Miquel Palau                                  | FC Barcelona                                  | 16:00.0                                       | la categoria femenina començà el 1972 | la categoria femenina començà el 1972 | la categoria femenina començà el 1972 | [ 2 ]        |
| IX       | 1926 | Salvador Tapias                               | RCD Espanyol                                  | 15:42.2                                       | la categoria femenina començà el 1972 | la categoria femenina començà el 1972 | la categoria femenina començà el 1972 | [ 2 ]        |
| X        | 1927 | Marcel·lí Castelló                            | Independent                                   | 16:41.0                                       | la categoria femenina començà el 1972 | la categoria femenina començà el 1972 | la categoria femenina començà el 1972 | [ 2 ]        |
| XI       | 1928 | Martí Serra                                   | UE Sants                                      | 16:07.0                                       | la categoria femenina començà el 1972 | la categoria femenina començà el 1972 | la categoria femenina començà el 1972 | [ 2 ]        |
| XII      | 1929 | Josep Ricart Ambrós                           | FC Martinenc                                  | 16:42.4                                       | la categoria femenina començà el 1972 | la categoria femenina començà el 1972 | la categoria femenina començà el 1972 | [ 2 ]        |
| XIII     | 1930 | Martí Serra                                   | RCD Espanyol                                  | 16:31.0                                       | la categoria femenina començà el 1972 | la categoria femenina començà el 1972 | la categoria femenina començà el 1972 | [ 2 ]        |
| XIV      | 1931 | Miquel Moreno                                 | Independent                                   | 16:18.0                                       | la categoria femenina començà el 1972 | la categoria femenina començà el 1972 | la categoria femenina començà el 1972 | [ 2 ]        |
| XV       | 1932 | Antoni Gràcia                                 | RCD Espanyol                                  | 16:21.4                                       | la categoria femenina començà el 1972 | la categoria femenina començà el 1972 | la categoria femenina començà el 1972 | [ 2 ]        |
| XVI      | 1933 | Vicenç Navarro                                | Independent                                   | 16:14.8                                       | la categoria femenina començà el 1972 | la categoria femenina començà el 1972 | la categoria femenina començà el 1972 | [ 2 ]        |
| XVII     | 1934 | Ángel Mur                                     | FC Barcelona                                  | 16:18.4                                       | la categoria femenina començà el 1972 | la categoria femenina començà el 1972 | la categoria femenina començà el 1972 | [ 2 ]        |
| XVIII    | 1935 | Manuel Andreu                                 | Independent                                   | 16:47.4                                       | la categoria femenina començà el 1972 | la categoria femenina començà el 1972 | la categoria femenina començà el 1972 | [ 2 ]        |
| XIX      | 1936 | Josep Fontserè Muñoz                          | UA Nurmi                                      | 16:06.2                                       | la categoria femenina començà el 1972 | la categoria femenina començà el 1972 | la categoria femenina començà el 1972 | [ 2 ]        |
| -        | 1937 | no es disputà per la Guerra Civil             | no es disputà per la Guerra Civil             | no es disputà per la Guerra Civil             | la categoria femenina començà el 1972 | la categoria femenina començà el 1972 | la categoria femenina començà el 1972 |              |
| -        | 1938 | no es disputà per la Guerra Civil             | no es disputà per la Guerra Civil             | no es disputà per la Guerra Civil             | la categoria femenina començà el 1972 | la categoria femenina començà el 1972 | la categoria femenina començà el 1972 |              |
| -        | 1939 | no es disputà per la Guerra Civil             | no es disputà per la Guerra Civil             | no es disputà per la Guerra Civil             | la categoria femenina començà el 1972 | la categoria femenina començà el 1972 | la categoria femenina començà el 1972 |              |
| XX       | 1940 | Francesc Cerdan                               | CE Manresa                                    | 16:41.2                                       | la categoria femenina començà el 1972 | la categoria femenina començà el 1972 | la categoria femenina començà el 1972 | [ 2 ]        |
| XXI      | 1941 | Manuel Andreu                                 | FC Barcelona                                  | 15:24.5                                       | la categoria femenina començà el 1972 | la categoria femenina començà el 1972 | la categoria femenina començà el 1972 | [ 2 ]        |
| XXII     | 1942 | Manuel Andreu                                 | FC Barcelona                                  | 15:37.8                                       | la categoria femenina començà el 1972 | la categoria femenina començà el 1972 | la categoria femenina començà el 1972 | [ 2 ]        |
| XXIII    | 1943 | Gregorio Rojo                                 | RCD Espanyol                                  | 16:25.4                                       | la categoria femenina començà el 1972 | la categoria femenina començà el 1972 | la categoria femenina començà el 1972 | [ 2 ]        |
| XXIV     | 1944 | Gregorio Rojo                                 | RCD Espanyol                                  | 15:42.8                                       | la categoria femenina començà el 1972 | la categoria femenina començà el 1972 | la categoria femenina començà el 1972 | [ 2 ]        |
| XXV      | 1945 | Gregorio Rojo                                 | RCD Espanyol                                  | 15:49.8                                       | la categoria femenina començà el 1972 | la categoria femenina començà el 1972 | la categoria femenina començà el 1972 | [ 2 ]        |
| XXVI     | 1946 | Gregorio Rojo                                 | FC Barcelona                                  | 15:20.0                                       | la categoria femenina començà el 1972 | la categoria femenina començà el 1972 | la categoria femenina començà el 1972 | [ 2 ]        |
| XXVII    | 1947 | Constantino Miranda                           | RCD Espanyol                                  | 15:10.0                                       | la categoria femenina començà el 1972 | la categoria femenina començà el 1972 | la categoria femenina començà el 1972 | [ 2 ]        |
| XXVIII   | 1948 | Gregorio Rojo                                 | FC Barcelona                                  | 15:10.4                                       | la categoria femenina començà el 1972 | la categoria femenina començà el 1972 | la categoria femenina començà el 1972 | [ 2 ]        |
| XXIX     | 1949 | Gregorio Rojo                                 | FC Barcelona                                  | 15:22.8                                       | la categoria femenina començà el 1972 | la categoria femenina començà el 1972 | la categoria femenina començà el 1972 | [ 2 ]        |
| XXX      | 1950 | Ricardo Yebra                                 | RCD Espanyol                                  | 15:34.0                                       | la categoria femenina començà el 1972 | la categoria femenina començà el 1972 | la categoria femenina començà el 1972 | [ 2 ]        |
| XXXI     | 1951 | Josep Coll Pelfort                            | RCD Espanyol                                  | 14:53.4                                       | la categoria femenina començà el 1972 | la categoria femenina començà el 1972 | la categoria femenina començà el 1972 | [ 2 ]        |
| XXXII    | 1952 | Ricardo Yebra                                 | RCD Espanyol                                  | 15:25.2                                       | la categoria femenina començà el 1972 | la categoria femenina començà el 1972 | la categoria femenina començà el 1972 | [ 2 ]        |
| XXXIII   | 1953 | Ricardo Yebra                                 | RCD Espanyol                                  | 15:35.8                                       | la categoria femenina començà el 1972 | la categoria femenina començà el 1972 | la categoria femenina començà el 1972 | [ 2 ]        |
| XXXIV    | 1954 | Antonio Amorós                                | FC Barcelona                                  | 15:04.2                                       | la categoria femenina començà el 1972 | la categoria femenina començà el 1972 | la categoria femenina començà el 1972 | [ 2 ]        |
| XXXV     | 1955 | Antonio Amorós                                | RCD Espanyol                                  | 14:48.8                                       | la categoria femenina començà el 1972 | la categoria femenina començà el 1972 | la categoria femenina començà el 1972 | [ 2 ]        |
| XXXVI    | 1956 | Antonio Amorós                                | RCD Espanyol                                  | 14:48.2                                       | la categoria femenina començà el 1972 | la categoria femenina començà el 1972 | la categoria femenina començà el 1972 | [ 2 ]        |
| XXXVII   | 1957 | Josep Molins                                  | FC Barcelona                                  | 14:27.6                                       | la categoria femenina començà el 1972 | la categoria femenina començà el 1972 | la categoria femenina començà el 1972 | [ 2 ]        |
| XXXVIII  | 1958 | Luis García Serna                             | FC Barcelona                                  | 14:48.6                                       | la categoria femenina començà el 1972 | la categoria femenina començà el 1972 | la categoria femenina començà el 1972 | [ 2 ]        |
| XXXIX    | 1959 | Josep Molins                                  | FC Barcelona                                  | 14:42.0                                       | la categoria femenina començà el 1972 | la categoria femenina començà el 1972 | la categoria femenina començà el 1972 | [ 2 ]        |
| XL       | 1960 | Josep Molins                                  | FC Barcelona                                  | 14:34.6                                       | la categoria femenina començà el 1972 | la categoria femenina començà el 1972 | la categoria femenina començà el 1972 | [ 2 ]        |
| XLI      | 1961 | Manuel Augusto Alonso                         | FC Barcelona                                  | 14:52.4                                       | la categoria femenina començà el 1972 | la categoria femenina començà el 1972 | la categoria femenina començà el 1972 | [ 2 ]        |
| XLII     | 1962 | Josep Molins                                  | CN Barcelona                                  | 15:01.8                                       | la categoria femenina començà el 1972 | la categoria femenina començà el 1972 | la categoria femenina començà el 1972 | [ 2 ]        |
| XLIII    | 1963 | Iluminado Corcuera                            | FC Barcelona                                  | 14:47.0                                       | la categoria femenina començà el 1972 | la categoria femenina començà el 1972 | la categoria femenina començà el 1972 | [ 2 ]        |
| XLIV     | 1964 | Francisco Aritmendi                           | FC Barcelona                                  | 14:30.4                                       | la categoria femenina començà el 1972 | la categoria femenina començà el 1972 | la categoria femenina començà el 1972 | [ 2 ] [ 10 ] |
| XLV      | 1965 | Jesús Fernández García                        | RCD Espanyol                                  | 14:47.2                                       | la categoria femenina començà el 1972 | la categoria femenina començà el 1972 | la categoria femenina començà el 1972 | [ 2 ]        |
| XLVI     | 1966 | Francisco Aritmendi                           | FC Barcelona                                  | 14:31.2                                       | la categoria femenina començà el 1972 | la categoria femenina començà el 1972 | la categoria femenina començà el 1972 | [ 2 ]        |
| XLVII    | 1967 | Josep Molins                                  | JA Sabadell                                   | 14:46.4                                       | la categoria femenina començà el 1972 | la categoria femenina començà el 1972 | la categoria femenina començà el 1972 | [ 2 ]        |
| XLVIII   | 1968 | Josep Molins                                  | JA Sabadell                                   | 14:59.4                                       | la categoria femenina començà el 1972 | la categoria femenina començà el 1972 | la categoria femenina començà el 1972 | [ 2 ]        |
| XLIX     | 1969 | Vicente Egido                                 | FC Barcelona                                  | 14:43.2                                       | la categoria femenina començà el 1972 | la categoria femenina començà el 1972 | la categoria femenina començà el 1972 | [ 2 ]        |
| L        | 1970 | Joan Roca                                     | JA Sabadell                                   | 14:54.4                                       | la categoria femenina començà el 1972 | la categoria femenina començà el 1972 | la categoria femenina començà el 1972 | [ 2 ]        |
| LI       | 1971 | José Pro Pinto                                | JA Sabadell                                   | 14:45.2                                       | la categoria femenina començà el 1972 | la categoria femenina començà el 1972 | la categoria femenina començà el 1972 | [ 2 ]        |
| LII      | 1972 | Abel Perau                                    | Sícoris Club                                  | 14:51.0                                       | Maria Neus Recuero                    | CN Barcelona                          | 11:18.6                               | [ 2 ]        |
| LIII     | 1973 | Antoni Marí Molinas                           | CN Barcelona                                  | 14:43.4                                       | no es disputà                         | no es disputà                         | no es disputà                         | [ 2 ]        |
| LIV      | 1974 | Abel Perau                                    | Sícoris Club                                  | 14:47.6                                       | María García                          | Reus Deportiu                         | 10:41.4                               | [ 2 ]        |
| LV       | 1975 | José Pro Pinto                                | JA Sabadell                                   | 15:20.8                                       | Carme Valero                          | JA Sabadell                           | 10:41.2                               | [ 2 ]        |
| LVI      | 1976 | José Luis Gil Rampérez                        | FC Barcelona                                  | 14:29.8                                       | Àngels Guitart Martínez               | JA Sabadell                           | 10:56.0                               | [ 2 ]        |
| LVII     | 1977 | Jordi Bustamante                              | FC Barcelona                                  | 14:46.7                                       | Encarna Escudero                      | Atlétiko Sta. Coloma                  | 9:52.4                                | [ 2 ]        |
| LVIII    | 1978 | Mateu Domínguez                               | CG Barcelonès                                 | 14:32.6                                       | Àngels Guitart Martínez               | JA Sabadell                           | 10:25.2                               | [ 2 ]        |
| LIX      | 1979 | José Miguel Bartolomé                         | CN Barcelona                                  | 14:03.7                                       | Àngels Guitart Martínez               | CN Barcelona                          | 10:03.2                               | [ 2 ]        |
| LX       | 1980 | Fernando Díaz                                 | FC Barcelona                                  | 14:27.1                                       | Carme Valero                          | CN Barcelona                          | 9:37.7                                | [ 2 ]        |
| LXI      | 1981 | Antonio Prieto Velasco                        | FC Barcelona                                  | 14:10.98                                      | Rosa Pérez                            | PPCD Vilanova                         | 10:03.53                              | [ 2 ]        |
| LXII     | 1982 | Jordi Bustamante                              | FC Barcelona                                  | 14:26.12                                      | Rosa Pérez                            | PPCD Vilanova                         | 9:57.92                               | [ 2 ]        |
| LXIII    | 1983 | Juan Torres Díaz                              | FC Barcelona                                  | 14:01.01                                      | Montserrat Abelló                     | CN Barcelona                          | 9:29.0                                | [ 2 ]        |
| LXIV     | 1984 | Joan Antoni Balsera                           | FC Barcelona                                  | 14:15.23                                      | Rosa Pérez                            | CA Vilanova                           | 9:45.0                                | [ 2 ]        |
| LXV      | 1985 | Martín Fiz                                    | FC Barcelona                                  | 14:12.75                                      | Rosa Pérez                            | CA Vilanova                           | 9:40.28                               | [ 2 ]        |
| LXVI     | 1986 | Joan Antoni Balsera                           | FC Barcelona                                  | 14:19.38                                      | Rosa Pérez                            | CA Vilanova                           | 9:40.02                               | [ 2 ]        |
| LXVII    | 1987 | Manuel Salvador                               | CN Montjuïc                                   | 14:23.34                                      | Eloisa Martínez                       | CN Montjuïc                           | 10:03.1                               | [ 2 ]        |
| LXVIII   | 1988 | Manuel Salvador                               | CN Montjuïc                                   | 14:27.83                                      | Roser Parés Bové                      | CA Vic                                | 9:37.80                               | [ 2 ]        |
| LXIX     | 1989 | Jesús Tejada                                  | Olímpic Farners                               | 14:20.21                                      | Cristina Agustí Crous                 | GEiEG                                 | 9:28.14                               | [ 2 ]        |
| LXX      | 1990 | Pere Arco                                     | Nike AC                                       | 13:52.65                                      | Rosa Pérez                            | Nike AC                               | 9:38.39                               | [ 2 ]        |
| LXXI     | 1991 | Ricard Pintado                                | FC Barcelona                                  | 13:58.00                                      | Lurdes Miquel                         | CA Vic                                | 9:44.03                               | [ 2 ]        |
| LXXII    | 1992 | Joan Ramon Muñoz                              | Nike AC                                       | 14:00.91                                      | Núria Pastor                          | UDA Gramenet                          | 9:27.27                               | [ 2 ]        |
| LXXIII   | 1993 | Joan Ramon Muñoz                              | Nike AC                                       | 14:20.72                                      | Núria Pastor                          | FC Barcelona                          | 9:39.47                               | [ 2 ]        |
| LXXIV    | 1994 | Joan Ramon Muñoz                              | Nike AC                                       | 14:25.78                                      | Anna Maria Pardo                      | CA Vic                                | 9:39.45                               | [ 2 ]        |
| LXXV     | 1995 | Joan Ramon Muñoz                              | Nike AC                                       | 14:44.00                                      | Núria Pastor                          | FC Barcelona                          | 16:48.50                              | [ 2 ]        |
| LXXVI    | 1996 | Víctor Manuel Morente                         | CA Laietània                                  | 14:03.70                                      | Núria Pastor                          | FC Barcelona                          | 16:59.34                              | [ 2 ]        |
| LXXVII   | 1997 | Ricard Fernàndez Carrión                      | CD Nike International                         | 14:41.19                                      | Jacqueline Martín                     | Reebok RC                             | 17:01.38                              | [ 2 ]        |
| LXXVIII  | 1998 | Ricard Fernàndez Carrión                      | CD Nike International                         | 14:09.78                                      | Anna Maria Pardo                      | CA Vic                                | 16:41.04                              | [ 2 ]        |
| LXXIX    | 1999 | Ignacio Cáceres                               | FC Barcelona                                  | 14:37.60                                      | Meritxell Calduch                     | CA Manresa                            | 16:38.76                              | [ 2 ]        |
| LXXX     | 2000 | Carlos Casero                                 | Fila DCFC                                     | 14:41.21                                      | Sílvia Montané                        | Ria Ferrol                            | 16:52.54                              | [ 2 ]        |
| LXXXI    | 2001 | Adrià Garcia                                  | FC Barcelona                                  | 14:41.12                                      | Judit Pla                             | Integra 2                             | 16:24.53                              | [ 2 ]        |
| LXXXII   | 2002 | Víctor Manuel Morente                         | Fila DCFC                                     | 14:37.85                                      | Judit Pla                             | Integra 2                             | 16:38.83                              | [ 2 ]        |
| LXXXIII  | 2003 | Josep Martínez Cortés                         | CA Igualada                                   | 14:59.72                                      | Isabel Eizmendi                       | FC Barcelona                          | 16:50.80                              | [ 2 ]        |
| LXXXIV   | 2004 | Roger Roca                                    | CA Igualada                                   | 14:27.85                                      | Isabel Eizmendi                       | FC Barcelona                          | 16:31.96                              | [ 2 ]        |
| LXXXV    | 2005 | Pol Guillén                                   | FC Barcelona                                  | 14:48.98                                      | Lídia Rodríguez Sierra                | Ripollet UA                           | 18:11.41                              | [ 2 ]        |
| LXXXVI   | 2006 | José Rios                                     | CA Adidas                                     | 13:43.76                                      | Judit Pla                             | FC Barcelona                          | 15:55.01                              | [ 2 ]        |
| LXXXVII  | 2007 | Carles Castillejo                             | CA Adidas                                     | 13:41.33                                      | Judit Pla                             | FC Barcelona                          | 15:48.96                              | [ 2 ]        |
| LXXXVIII | 2008 | Ayad Lamdassem                                | CA Adidas                                     | 13:44.16                                      | Jacqueline Martín                     | FC Barcelona                          | 16:00.47                              | [ 2 ]        |
| LXXXIX   | 2009 | Pol Guillén                                   | FC Barcelona                                  | 14:14.70                                      | Lídia Rodríguez Sierra                | ISS-L'Hospitalet                      | 16:36.90                              | [ 2 ]        |
| XC       | 2010 | José Rios                                     | CA Manresa                                    | 13:53.49                                      | Míriam Ortiz                          | ISS-L'Hospitalet                      | 16:57.85                              | [ 2 ]        |
| XCI      | 2011 | Driss Lakhouaja                               | AA Catalunya                                  | 14:03.02                                      | Natalia Rodríguez                     | CG Tarragona                          | 16:15.21                              | [ 2 ]        |
| XCII     | 2012 | Jordi Comas                                   | FC Barcelona                                  | 14:21.43                                      | Lídia Rodríguez Sierra                | Atletismo Santutxu                    | 16:09.22                              | [ 2 ]        |
| XCIII    | 2013 | Ilias Fifa                                    | FC Barcelona                                  | 13:41.22                                      | Míriam Ortiz                          | AA Catalunya                          | 16:57.10                              | [ 2 ]        |
| XCIV     | 2014 | Driss Lakhouaja                               | CA Montornès                                  | 14:22.05                                      | Míriam Ortiz                          | AA Catalunya                          | 16:54.09                              | [ 2 ]        |
| XCV      | 2015 | Abdessamad Hemmi                              | CA Montornès                                  | 14:19.48                                      | Marta Galimany                        | FC Barcelona                          | 16:40.45                              | [ 2 ]        |
| XCVI     | 2016 | Lahcen Ait Alibou                             | CA Igualada                                   | 14:08.32                                      | Marta Galimany                        | FC Barcelona                          | 16:34.90                              | [ 2 ]        |
| XCVII    | 2017 | Artur Bossy                                   | FC Barcelona                                  | 14:17.49                                      | Marta Galimany                        | FC Barcelona                          | 16:38.59                              | [ 2 ]        |
| XCVIII   | 2018 | Abdessamad Oukhelfen                          | CA Igualada                                   | 14:41.21                                      | Míriam Ortiz                          | AA Catalunya                          | 17:01.57                              | [ 2 ]        |
| XCIX     | 2019 | Mourad Mounim                                 | AA Catalunya                                  | 15:01.96                                      | Meritxell Soler                       | Avinent Manresa                       | 17:07.49                              | [ 2 ]        |
| C        | 2020 | Ibrahim Chakir                                | At. Numantino                                 | 14:23.54                                      | Douae Ouboukir                        | CA Sant Just                          | 17:17.21                              | [ 2 ]        |
| CI       | 2021 | Lahcen Ait Alibou                             | CA Igualada                                   | 14:16.72                                      | Meritxell Soler                       | Avinent Manresa                       | 16:43.98                              | [ 2 ]        |
| CII      | 2022 | Jordi Torrents                                | CA Platges de Castelló                        | 14:19.01                                      | Meritxell Soler                       | Avinent Manresa                       | 16:03.12                              | [ 2 ]        |
| CIII     | 2023 | Xavier Badia                                  | AA Xafatolls Mollerussa                       | 14:27.10                                      | Mireia Guarner                        | Avinent Manresa                       | 16:49.33                              | [ 2 ]        |
| CIV      | 2024 | Xavier Badia                                  | Atl. Bikila                                   | 14:32.41                                      | Mireia Guarner                        | Avinent Manresa                       | 17:13.18                              | [ 2 ]        |

1. ↑  Fila Domingo Catalán Fondiestes Club.
2. 1 2 3 4  Des de la temporada 2012-2013, els atletes estrangers que per 3r any consecutiu hagin diligenciat llicència amb la FCA poden ser campions.